# Carga estructural
Em engenharia estrutural, carga é uma força aplicada a uma componente de uma estrutura ou à estrutura como uma unidade.
No projeto estrutural, as cargas supostas são especificadas em códigos nacionais do projeto para tipos de estruturas, de posições geográficas, e de uso. Além do valor da carga, sua frequência de ocorrência, a distribuição, e a natureza (de estaticidade ou dinamismo) são fatores importantes no projeto. Tensões, deformações e deslocamentos das cargas nas estruturas. A avaliação de seus efeitos é feita pelos métodos da análise estrutural. A carga adicional ou sobrecarga pode causar a falha estrutural, e daí a tal possibilidade deve ser considerada no projeto ou estritamente ser controlada.
Nos Eurocodes o termo acções têm o mesmo significado que cargas, mas abrangem deformações aplicadas pelas forças.
As seguintes listas que o carregamento da terra comum datilografa primeiramente para o infrastructure e a maquinaria civis da terra. Estruturas para o aeroespaço (por exemplo avião, satélites, foguetes, spacestations, etc.…) e os ambientes marinhos (por exemplo barcos, submarinos, etc.) têm suas próprias cargas e considerações particulares de projeto.

## Cargas Inoperantes
As cargas inoperantes são cargas do material constituinte do elemento estrutural, do equipamento ou dos componentes que sejam relativamente constantes durante toda a vida da estrutura. As cargas permanentes são uma categoria mais larga que inclui cargas inoperantes, mas incluem também as forças ajustadas acima por mudanças irreversiveis em confinamentes de uma estrutura - por exemplo, as cargas durante a construção, os efeitos secundários de prestress ou devido ao encolhimento e raspagem no concreto.

## Cargas Vivas
As cargas vivas são provisórias, de duração muito curta, e carcterizam-se por movimentos. Os exemplos incluem a neve, o vento, o terremoto, o tráfego, os movimentos, as pressões da água nos tanques, e as cargas dos acupantes.

## Cargas Ambientais
- Mudanças de temperatura que conduzem às cargas térmicas e causam a expansão térmica
- Cargas causadas por Humidade ou pela expansão induzida da Humidade
- Movimentos do gelo
- Ondas da água
- Encolhimento

## Cargas Estáticas
Estas são as cargas da construção com efeitos dinâmicos insignificantes. Desde que a análise estrutural para cargas estáticas é muito mais simples do que para cargas dinâmicas, os códigos do projecto especificam geralmente cargas de estática-equivalentes para as cargas dinâmicas causadas pelo vento, pelo tráfego ou pelo terremoto.

## Cargas dinâmicas
Estas são as cargas que indicam efeitos dinâmicos significativos. Os exemplos incluem cargas do impacto, ondas, gusts do vento e terremotos fortes. Por causa da complexidade da análise, as cargas dinâmicas são tratadas normalmente usando estaticamente cargas equivalentes para o projecto rotineiro de estruturas comuns.

## Combinação de cargas
Uma combinação de cargas resulta quando mais de um tipo da carga age na estrutura. Os códigos do projecto estructural, especificam geralmente uma variedade de combinações de cargas de vários fabricantes, tomando os mais pesados para cada tipo de carga com o intuito de garantir a segurança da estrutura nas várias prováveis condições de sobrecarregamento.